# Komsomolskij (rejon wagajski)
Komsomolskij (ros. Комсомольский) – osiedle w Rosji, w obwodzie tiumeńskim, w rejonie wagajskim. W 2010 liczyło 341 mieszkańców.